# گردنه آق-بایتال
گردنه آق-بایتال (به لاتین: Ak-Baital Pass) یک گردنه در تاجیکستان است که در پامیر واقع شده‌است. گردنه آق-بایتال ۴٬۶۵۵ متر بالاتر از سطح دریا واقع شده‌است.